# Felice Casorati

Firma di Felice Casorati

Felice Casorati (Novara, 4 dicembre 1883 – Torino, 1º marzo 1963) è stato un pittore, incisore, designer e scenografo italiano.

## Biografia
Nasce a Novara da Carolina Borgarelli e Francesco Casorati. La carriera militare del padre costringe lui e le due sorelle a trasferimenti in diverse città: Milano, Reggio Emilia e Sassari. In quest’ultima città il padre si presta, per passione, ad affrescare un edificio degli ufficiali, tramandando al figlio la sua sensibilità artistica. Nel 1895 la famiglia si trasferisce a Padova, dove Felice frequenta il liceo classico e coltiva la sua attitudine musicale.

### La formazione e gli inizi
Nel 1901, in seguito a un esaurimento nervoso, è costretto a un periodo di riposo; per recuperare la salute, i medici consigliano la campagna. A Praglia, sui Colli Euganei, per distrarsi riceve dal padre una scatola di colori; così comincia per la prima volta a dipingere, affinando poi la tecnica presso l'artista Giovanni Vianello. Con Fanciulla gaia e Le sorelline partecipa nel giugno 1904 a una mostra organizzata dal Circolo Filarmonico Artistico di Padova.
Per compiacere i genitori, nel 1906 si laurea in Giurisprudenza all'Università di Padova, ma è già deciso a scegliere la carriera artistica, come dichiara anche in alcune lettere. Tra il 1907 e il 1910 è con la famiglia a Napoli, dove si dedica alla pittura e studia le opere degli antichi maestri nella collezione del Museo Nazionale di Capodimonte. Nello stesso anno espone per la prima volta alla Biennale di Venezia, ammesso a soli 24 anni e senza aver frequentato accademie, con un ritratto della sorella Elvira, Ritratto di signora. Alla Biennale del 1909 invia altri due dipinti, Le figlie dell'attrice e l'ambizioso Le vecchie, che rivela lo studio in particolare di Pieter Brueghel il Vecchio. Questo quadro viene molto apprezzato dalla giuria per il taglio compositivo e l'intensità psicologica dei personaggi raffigurati e acquistato dal Governo per la Galleria Nazionale d'Arte Moderna. Le figlie dell'attrice, invenduto a Venezia, viene inviato invece in Argentina per il centenario dell'indipendenza e acquistato dal Museo de Bellas Artes di Buenos Aires. Alla esposizione successiva, anticipata di un anno (1910) per non interferire con le celebrazioni del cinquantenario dell'Unità d'Italia, partecipa con Le ereditiere. In questa occasione, Casorati ha la possibilità di osservare le opere di Gustav Klimt che influenzeranno alcuni dei suoi dipinti successivi, come Il sogno del melograno, presentato alla Prima Esposizione Internazionale d’Arte della Secessione a Roma nel 1913.
Tra il 1911 e il 1915 vive a Verona, dove il padre viene ancora trasferito. Sulla strada per Verona sosta a Firenze, dove ha modo di visitare la mostra del Ritratto italiano. La ripresa dei contatti con il mondo artistico veneto gli dona nuovo entusiasmo. Dopo essere stato esposto alla Biennale del 1912, il suo dipinto Le signorine viene acquisito da Nino Barbantini per la Galleria d'arte moderna di Ca' Pesaro. Le signorine mostra i primi segni della svolta simbolista di Casorati che, oltre a frequentare il vivace ambiente culturale veronese (fondando con altri artisti la rivista La Via Lattea alla quale collabora con illustrazioni in stile Art Nouveau alla maniera di Toorop e Beardsley), in seguito si legherà al gruppo degli artisti di Ca' Pesaro: Arturo Martini, Gino Rossi, Umberto Moggioli, Pio Semeghini. Proprio a Ca' Pesaro, nel maggio 1913 presenta 41 opere a riepilogo del percorso compiuto.

### Il trasferimento a Torino
Il 16 maggio 1915 Casorati viene chiamato alle armi. Uno dei pochi quadri eseguiti negli anni della Grande Guerra è Giocattoli. Insieme a Marionette del 1914, il dipinto segna la svolta verso una pittura pura ed essenziale con la quale l'artista si lascia alle spalle il simbolismo e il gusto decorativo dei dipinti precedenti. Continua tuttavia a inviare suoi dipinti in mostre collettive, come ad esempio a Palazzo Crispi di Ferrara, dove nel 1917 si tiene una esposizione di beneficenza in favore dei "mutilati funzionali". Ancora sotto le armi, nel settembre 1917 Casorati apprende del suicidio del padre Francesco. Accompagna madre e sorelle presso una famiglia di parenti a Vercelli e, ottenuto il congedo, si trasferisce con loro a Torino in una casa del Borgo Nuovo. Ben presto diviene una figura centrale nei circoli intellettuali della città. Frequenta il compositore Alfredo Casella con cui condivide la passione per la musica, testimoniata anche dal figlio che in un'intervista afferma che "Verso sera per tutta la vita dedicò almeno mezz'ora al pianoforte, suonava per sé e non per gli altri, sovente a quattro mani con mia madre". 
Nelle grandi tempere del 1919-1920 esprime il lutto familiare e collettivo; presentate nelle mostre torinesi, alcune di queste opere destano polemiche: per aver deviato verso una deformazione quasi astratta dei soggetti, Casorati viene accusato addirittura di futurismo. Proprio con queste opere, tuttavia, l'artista raggiunge quella cifra stilistica che lo renderà riconoscibile anche nel pubblico più vasto: le figure, stilizzate e private di una connotazione precisa, appaiono in una malinconica attesa ed esprimono un male di vivere che si riflette anche negli oggetti. Il richiamo ai maestri del Rinascimento si rivela in Silvana Cenni (1922), uno dei suoi dipinti più conosciuti, in cui rivisita la figura della Madonna nel Polittico della Misericordia di Piero della Francesca custodito a Sansepolcro. Monumentale come una pala d'altare, la grande tempera è un ritratto immaginario a un personaggio femminile con un nome di fantasia, che siede in atteggiamento ieratico sullo sfondo di un edificio dalle linee classiche, ispirato alla chiesa di Santa Maria al Monte dei Cappuccini di Torino.
Casorati intanto stringe rapporti di amicizia con Piero Gobetti, aderendo nel 1922 al gruppo antifascista della "Rivoluzione Liberale", e per questo viene arrestato e dopo pochi giorni rilasciato. Nel 1923 lo stesso Gobetti gli dedica una biografia. Negli stessi anni sviluppa un sodalizio con i Gualino, una coppia di collezionisti e mecenati, protagonista della vita culturale della Torino degli anni '20. Casorati li ritrae in pose ieratiche, tipiche della ritrattistica rinascimentale, ma in abiti moderni. Quando i Gualino decidono di costruire un piccolo teatro privato nella loro casa, affidano a lui il progetto  assieme all'architetto Alberto Sartoris.
Nel 1924 torna alla Biennale di Venezia con una mostra personale, introdotta da un saggio del critico d'arte Lionello Venturi. Nel 1925 figura tra i fondatori (insieme a Sartoris, Rigotti e Sobrero) della Società di Belle Arti Antonio Fontanesi, con lo scopo di promuovere mostre di artisti italiani e stranieri dell'Ottocento e contemporanei. Il successo ottenuto alla Biennale diventa internazionale negli anni seguenti, con le mostre alla Kunsthaus di Zurigo, al Musée Rath di Ginevra, al Carnegie Museum of Art di Pittsburgh.
Nel 1926 espone Conversazione platonica alla Prima mostra nazionale del Novecento italiano, organizzata e curata alla Permanente di Milano dalla storica dell'arte Margherita Sarfatti. Il soggetto di questo quadro nasce per caso, con l'arrivo in studio di un amico nel corso di una sessione di posa per un nudo. Le due figure accostate, la donna nuda e l'uomo compunto e triste nel suo abito scuro, fanno l'effetto di un enigmatico erotismo e suscitano sui giornali dell'epoca una polemica di costume sul rapporto uomo-donna. Casorati, invitato da Sarfatti, parteciperà a numerose mostre del Novecento ma non aderirà ufficialmente alla corrente artistica e si manterrà sempre autonomo.
Nel 1927 collabora nuovamente con  gli artisti della Fontanesi per il padiglione piemontese (La contrada delle botteghe) nella III Biennale delle arti decorative organizzata dall'ISIA di Monza. Compie un lungo viaggio negli Stati Uniti, chiamato come giurato al Carnegie Prize di Pittsburgh e nello stesso anno apre nel suo studio di Torino la "Scuola di Casorati", luogo di insegnamento per giovani artisti. Con i suoi allievi espone nel 1929 alla mostra "Casorati fra i discepoli", accompagnata da un testo di Giacomo Debenedetti in cui sono ricordati, tra gli allievi, Mario Bionda, Silvio Avondo, Nella Marchesini, Daphne Maugham, Marisa Mori, Andrea Cefaly junior, Sergio Bonfantini, Giuseppina Ferraris, Albino Galvano, Paola Levi Montalcini, Lalla Romano, Riccardo Chicco.
Nel suo ruolo di insegnante forma artisti come Francesco Menzio, Carlo Levi, Gigi Chessa e Jessie Boswell, che in seguito entreranno a far parte del gruppo dei "Sei pittori di Torino". Figurano tra i suoi studenti anche i pittori piemontesi Beppe Levrero, Enrico Accatino e Caty Torta, e la pittrice modenese Ida Donati Formiggini, moglie del deputato socialista Pio Donati.
Nel 1928 ottiene la docenza di Arredamento e decorazione interna all'Accademia Albertina e disegna l'allestimento degli stand di Snia Viscosa e Mira Lanza all'Esposizione di Torino. Nello stesso anno espone ancora alla Biennale di Venezia, condividendo una sala con i propri allievi.
Nel gennaio 1931 è presente con una personale alla prima Quadriennale di Roma. Intanto il suo mentore Riccardo Gualino viene arrestato e condannato a cinque anni di confino e Lipari. Verrà graziato solo due anni dopo. Il 6 giugno perde nove opere, tra cui Lo studio, nell'incendio della mostra al Glaspalast di Monaco di Baviera. Il 9 luglio sposa la britannica Daphne Maugham, allieva nella sua scuola dal 1926; il suo esempio lo riavvicina alla pittura en plein air, che praticherà tra le colline torinesi, dopo aver acquistato una casa a Pavarolo. Alla Biennale di Venezia del 1934 espone tredici dipinti, tra cui Daphne a Pavarolo, in cui la moglie è ritratta al davanzale di una finestra con lo sfondo delle colline torinesi, immagine significativa della serenità sentimentale dell'artista e dell'apertura della sua pittura alla dimensione naturale.
Casorati progetta inoltre l'atrio della Mostra dell'architettura alla Triennale di Milano del 1933 e inizia l'attività di scenografo. Il primo impegno è per l’allestimento dello spettacolo "La vestale" di Spontini al Maggio Musicale Fiorentino (ad altri spettacoli della stessa stagione lavorano de Chirico e Sironi). Complessivamente firmerà le scenografie di 21 spettacoli, alcuni dei quali commissionati dalla Scala di Milano (dal 1942 al 1952) e dal Teatro dell'Opera di Roma.
Il 2 luglio 1934 nasce il figlio Francesco, che diventerà a sua volta pittore.
Nel 1935 lo studio di Casorati ed Enrico Paulucci ospita la Prima mostra collettiva d'arte astratta italiana, comprendente opere di Licini, Melotti e Fontana. Realizza un mosaico per il Padiglione delle corporazioni all'Expo di Bruxelles. Nel 1938 vince il Gran Premio per la pittura alla XXI Biennale di Venezia e riceve riconoscimenti ufficiali anche alle grandi esposizioni di Parigi (1937), Pittsburgh e San Francisco alla fine degli anni trenta.
A partire dalla seconda metà degli anni '30, ricorrono in alcuni dipinti delle figure rappresentate nella loro magra e fragile nudità, tra cui l'esile Narciso che evoca l'antico mito in una stanza spoglia, con lo sguardo rivolto verso uno specchio posato a terra. Sullo sfondo due ragazze vestite dimessamente evocano l'atmosfera di tensione legata alla guerra imminente, atmosfera che si ritrova nel Nudo verde e nelle Due donne, in muto dialogo fra di loro.

### Gli ultimi anni

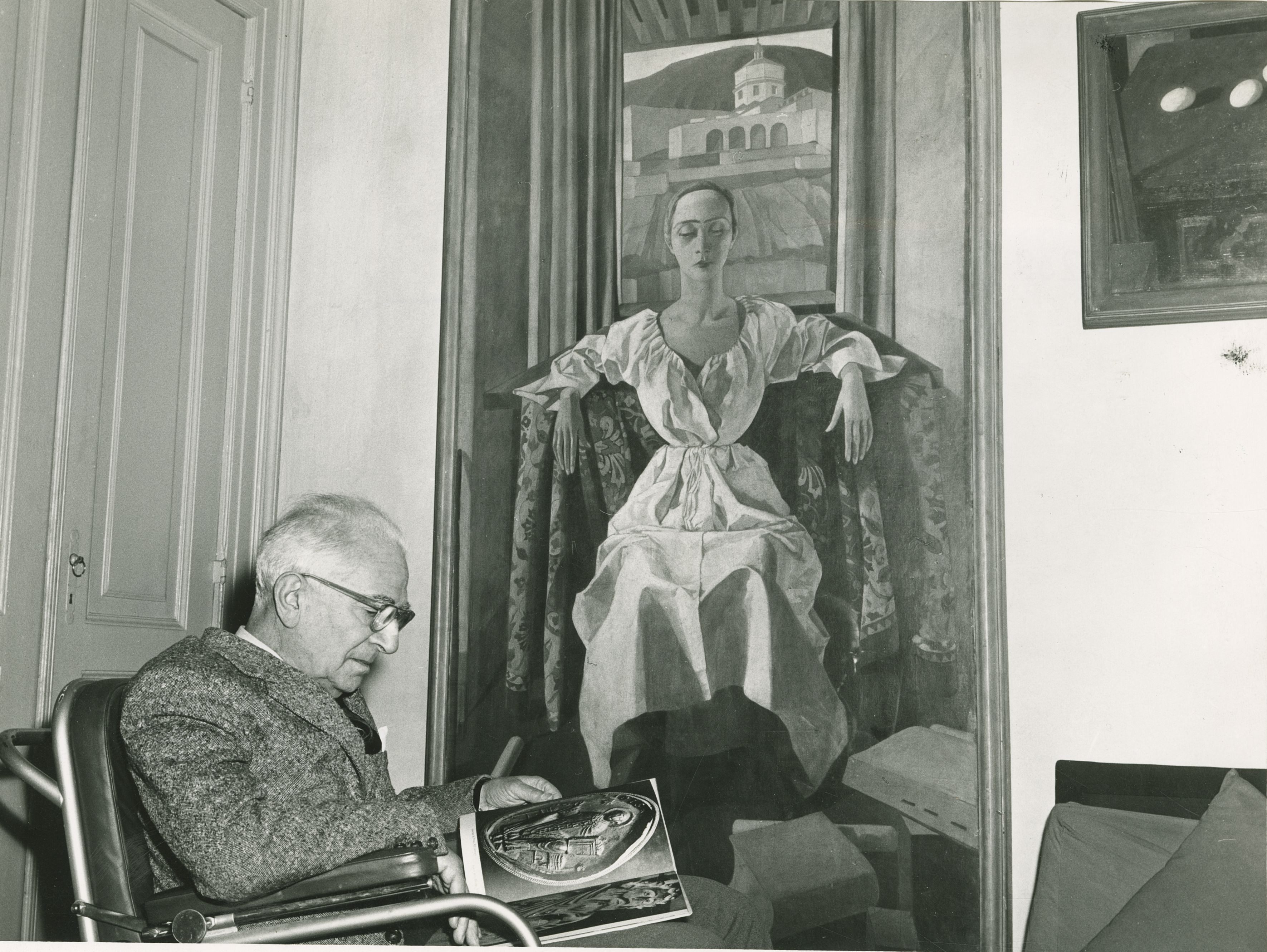
Felice Casorati nella sua casa di Torino. Al centro il suo dipinto Silvana Cenni realizzato nel 1922.

Nel 1941 ottiene la cattedra di Pittura all'Accademia Albertina di Torino, ne diventa direttore nel 1952 e poi presidente nel 1954. All'accademia ha numerosi allievi, tra i quali il figlio Francesco, Nino Aimone, Romano Campagnoli, Mauro Chessa, Francesco Tabusso, Marcolino Gandini, Gianluigi Mattia, Alice Psacaropulo e molti altri. Nel gennaio 1942 muore la madre. In maggio è presente ancora alla Biennale di Venezia con ventinove opere. In ottobre brucia una parte del suo studio colpito dai bombardamenti su Torino.
Negli anni del dopoguerra assumono particolare significato le nature morte, un tema ricorrente in tutte le fasi della sua ricerca creativa, ma che ora ripropone con interpretazioni formali e cromatiche più sintetiche. Alla fine degli anni '40 Casorati realizza anche composizioni metafisiche, con calchi in gesso di mani, piedi, teste classiche, maschere ed elmi ripresi dal suo repertorio precedente. Partecipa attivamente alla rinascita democratica e culturale fondando l'Unione Culturale  di Torino e nel 1946 diventa sindaco di Pavarolo.
La fama che lo circonda induce l'imprenditore Giuseppe Verzocchi a contattarlo alla fine degli anni quaranta per contribuire alla sua collezione sul lavoro nella pittura contemporanea, ora conservata a Palazzo Romagnoli (Forlì). Nel 1951 si reca a Nizza a far visita a Henri Matisse. Nel 1952 tiene una personale con trenta opere alla Biennale, e con Ottone Rosai riceve il premio speciale della Presidenza.
Nel 1949 espone al MoMA di New York, nel 1950 a Bruxelles e a Parigi in collettive dedicate all'arte italiana contemporanea. Nel 1955 è presente con due dipinti a Kassel, alla prima edizione di Documenta. Nel 1955 contribuisce al lancio della Fiat 600 con un quadro di grandi dimensioni, che raffigura in primo piano la macchina simbolo della Torino industriale.
Nel 1957 partecipa al quiz televisivo Lascia o raddoppia?. Nel 1958 seleziona le opere tra il 1918 e il 1925 per una sua retrospettiva al Centro Culturale Olivetti di Ivrea. Il 31 ottobre 1959 è tra gli artisti che inaugurano la Galleria civica d'arte moderna di Torino, mentre nel 1960 partecipa all'inaugurazione della Galleria d'Arte Narciso di Torino. Il nome deriva dal titolo del suo celebre dipinto.
Muore il primo marzo 1963 dopo venti giorni dall’amputazione della sua gamba sinistra a seguito di un'embolia.

## Pensiero artistico
"Vorrei saper proclamare la dolcezza di fissare sulla tela le anime estatiche e ferme, le cose mute e immobili, gli sguardi lunghi, i pensieri profondi e limpidi... la vita di gioia e non di vertigine, la vita di dolore e non di affanno. No, perché fuggire veloci in automobile, perché imitare il fulmine, la saetta, il lampo? Io vorrei invece adagiarmi nel più morbido letto e avere intorno a me, così a portata di mano, le cose più care, sempre, eternamente... Quale sincerità si cerca nell'arte? La sincerità esterna o la sincerità intima, interiore?"
In occasione della I Quadriennale di Roma del 1931 Casorati pubblica "I Quadriennale d'arte nazionale", un testo nel quale spiega il suo linguaggio artistico. Le sue opere danno spesso l’impressione di essere pietrificate come sculture e questo perché, invece di ricercare l'espressione attraverso il colore e il segno, vuole piuttosto rendere "il valore della forma, dei piani, dei volumi, ottenuto per mezzo di un colore tonale non realistico". Le luci e le ombre diventano quindi dei mezzi importanti per sottolineare la plasticità, anche se non è mai chiaro il punto da dove provengono, dandoci l'impressione di un mondo sospeso, senza tempo e quasi fantastico.
La sua pittura, che prende spunto dal sogno e dalla tradizione figurativa della classicità rinascimentale italiana del Trecento e del Quattrocento, è stata avvicinata dai critici alla corrente artistica del cosiddetto realismo magico.
L'artista identifica il quadro Lo studio del 1923 come quello che meglio esprime il suo “schema mentale” e la sua “visione spirituale”. L'opera è andata distrutta nell'incendio del Glaspalast di Monaco del 1931.

## Opere principali
- Vecchia signorina (1909), olio su tela, GAM, Torino;
- Persone (1910), olio su tela, collezione privata;
- Le signorine (1912), olio su tela, Galleria Ca' Pesaro, Venezia;
- Il sogno del melograno (1912), olio su tela, collezione privata;
- Bambina che gioca su tappeto rosso (1912), olio su tela, collezione privata;
- Marionette (1914), olio su tela, collezione privata;
- Uova sul tappeto verde (1914), olio su tela, collezione privata;
- Fa come natura face in foco (1917), tempera su tela, collezione privata;
- Il pastore (1918), olio su tela, collezione privata;
- Nudo seduto (1919), olio su tela, Museo del Novecento, Milano;
- Ragazza con scodella (interno) (mattino) (1918-1919), tempera su tela, GAM, Torino;
- La donna e l'armatura (1921), tempera su tela, GAM, Torino;
- Le due sorelle (1921), olio su tela, collezione privata;
- Ritratto di Riccardo Gualino (1922), olio su compensato, Istituto Matteucci, Viareggio;
- Ritratto di Silvana Cenni (1922), tempera su tela, collezione privata;
- Manichini (1924), conservati presso il museo del 900 a Milano
- Ritratto di Hena Rigotti (1924), tempera su tavola, GAM, Torino;
- Concerto (1924), tempera su tavola, Direzione Generale Rai, Roma;
- Ritratto dell'ingegner Beria (1924-1925), tempera su tavola, GAM, Torino;
- Cynthia (1925), olio su tavola, collezione privata;
- Gli scolari (1927-1928), olio su tavola, Galleria d'arte moderna Sant'Anna, Palermo[12];
- Ritratto di Carlo Sacco e Carolina Cerutti Sacco (1928), olio su tela, Raccolte d'arte dell'Ospedale Maggiore di Milano;
- Beethoven (1928), olio su tela, MART, Trento[13];
- Mia madre (1930), olio su tela, collezione privata;
- Lo straniero (1930), olio su tela, Galleria degli Uffizi, Firenze[14];
- Donne sulla spiaggia (1930), olio su tela, Galleria Giannoni, Novara[15];
- Venere bionda (1934), olio su tela, Musée National d'Art Moderne, Parigi;
- Ragazza alla finestra (1938), olio su tela, Galleria Giannoni, Novara[16];
- Santina' (1939), olio su tela, Museo nazionale della scienza e della tecnologia Leonardo da Vinci, Milano;
- Fabbriche (1940), olio su tela, Galleria d'Arte Moderna, Milano;
- Donna e paesaggio (1940), olio su tela, Museo di Palazzo Ricci, Macerata;
- Ragazzo con il libro giallo (1945), olio su tela, collezione privata;
- Ragazza a Pavarolo (1947-1949), olio su tela, Musei di San Domenico, Forlì[17];
- Lo spaventapasseri (1948), olio su tela, collezione privata;
- Mani, oggetti, testa... (1949-1950), olio su tela, Museo Civico Palazzo Romagnoli, Forlì[18];
- Limoni (1950), olio su tela, Galleria degli Uffizi, Firenze;
- Testa gialla (1952), olio su tela, collezione privata;
- Dalie (1953), olio su tela, Galleria Giannoni, Novara[19];
- Fruttiera con carte da gioco e farfalla (1959), olio su tela, Pinacoteca comunale di Faenza[20];
- Campo di torba presso il lago d'Iseo (non datata), olio su tela, Museo di Santa Giulia, Brescia.

## Premi e riconoscimenti
Riceve una grande quantità di riconoscimenti durante tutta la sua carriera. Il primo riconoscimento fu la medaglia d'oro del Ministero della Pubblica Istruzione assegnata nel 1909 durante l'Esposizione di Rimini.
Viene nominato membro di merito effettivo dell'Accademia di San Luca e riceve la medaglia d'oro al merito professionale in Campidoglio.
Numerose città italiane gli hanno dedicato delle vie. Un liceo artistico porta il suo nome a Novara e una scuola secondaria di primo grado gli è dedicata a Pavia.

## Felice Casorati nei musei

### Italia
- Galleria d'arte moderna di Genova
- Collezione Farnesina di Roma
- GNAM di Roma
- Galleria provinciale d'arte moderna e contemporanea di Messina
- Galleria d'arte moderna Achille Forti di Verona
- Musei Civici di Palazzo Chiericati di Vicenza
- Ca' Pesaro di Venezia
- Musei Civici di Padova - Museo d'Arte Medievale e Moderna
- Galleria d'arte moderna Sant'Anna, Palermo
- Galleria d'arte moderna Ricci Oddi di Piacenza
- Pinacoteca comunale di Faenza
- Pinacoteca civica di Forlì
- MAGI '900 - Museo delle eccellenze artistiche e storiche di Pieve di Cento
- Museo del Novecento di Milano
- Casa-museo Boschi Di Stefano
- Collezione Paolo VI
- Pinacoteca comunale Attilio Moroni di Porto Recanati
- Galleria civica d'arte moderna e contemporanea GAM di Torino
- Galleria D'Arte Moderna Paolo e Adele Giannoni di Novara
- Civici musei di Villa Paolina di Viareggio
- Museo Novecento di Firenze
- Museo d'arte moderna e contemporanea di Trento e Rovereto
- Collezione Roberto Casamonti, Firenze

### Estero
- Museo Cantonale d'Arte di Lugano[26]
- Centro Georges Pompidou di Parigi[27]
- National Gallery di Londra[28]
- Galleria nazionale finlandese di Helsinki[29]
- Museo Nazionale delle Belle Arti di Buenos Aires[30]
- Stedelijk Museum di Amsterdam[31]
- Museum of Fine Arts di Boston
- Detroit Institute of Arts di Detroit
- Neue Nationalgalerie di Berlino
- Museo di belle arti di Budapest
- Galleria nazionale ungherese di Budapest